# کول‌ولی، (سان فرانسیسکو)
کول‌ولی (به انگلیسی: Cole Valley) یک منطقهٔ مسکونی در ایالات متحده آمریکا است که در سان فرانسیسکو واقع شده‌است. این منطقه از شمال به پارک گلدن گیت، از شمال شرقی باهایت اشبری، از شرق با کاسترو همسایه است. از جنوب به توئین پیکس، در نزدیکی ورزشگاه شهر قرار دارد، کول ولی کوچک‌ترین محله شهر است.
کول‌ولی ۴٬۱۹۲ نفر جمعیت دارد.